# Club Deportivo Menorca
El Club Deportivo Menorca es un club de fútbol español, de la ciudad de Mahón, en las Islas Baleares. Fundado en 1918 como Menorca Foot-ball Club,  está considerado el decano del fútbol menorquín. En 1974 se fusionó con la Unión Deportiva Mahón para crear el Club de Fútbol Sporting Mahonés, aunque el CD Menorca continuó su actividad en el fútbol base y en 2001 recuperó el equipo sénior.

## Historia
El club empezó a andar en 1918 bajo el impulso de José Maldonado Olives. El equipo jugaba en sus primeros años en la Explanada de Mahón, bajo el nombre de «Menorca Fighter». El 1 de marzo de 1920 se constituyó la primera junta directiva de la sociedad y el 25 de julio de ese año lució por primera vez los colores azulgrana.
En 1923 se creó el Comité Provincial Balear —precedente de la Federación Balear— adscrito a la Federación Catalana de Fútbol y empezó a disputarse regularmente un oficioso campeonato regional en las islas. En la edición de 1925 el Menorca FC quedó campeón de la isla y, como tal, jugó la final balear contra el Alfonso XIII de Palma, que se impuso por 1-2 y 1-0. La temporada siguiente el Menorca FC, junto a varios equipos disidentes, organizaron un campeonato menorquín alternativo, que ganaron los azulgrana. En 1932 cambió su denominación a Club Deportivo Menorca, con el ánimo de albergar varias secciones deportivas.
La temporada 1953-54 ascendió a Tercera División, por entonces tercer nivel de la liga española. La temporada 1961-62 se proclamó, por vez primera, campeón de la liga de Tercera y disputó la promoción de ascenso a Segunda División, siendo superado en la primera eliminatoria por el CD Manchego. La campaña 1963-64 repitió título, quedando a la puertas de la categoría de plata, al perder en el partido decisivo de desempate por 5-0 contra el CD Calvo Sotelo. La temporada 1964-65 fue subcampeón de su grupo de Tercera División, disputando por última vez, hasta la fecha, la fase de ascenso Segunda.
Los continuos desplazamientos para jugar en la Península lastraron la economía del CD Menorca, que finalmente descendió en 1970, poniendo fin a 16 campañas consecutivas en Tercera División. Aunque dos años más tarde logró recuperar la categoría, una reestructuración al finalizar la temporada 1973-74 le abocó de nuevo a Regional Preferente. Le acompañó en el descenso su histórico rival local, la Unión Deportiva Mahón, dejando a la isla sin representantes en categoría nacional.
Con esta situación deportiva y con ambos clubes inmersos en graves problemas económicos, la prensa local promovió la fusión de los dos clubes para aunar fuerzas, campaña que fue apoyada por gran parte de la masa social de ambas entidades y por el propio Ayuntamiento. El 4 de julio la asamblea del CD Menorca votó a favor de la fusión y un día más tarde los socios del UD Mahón hicieron lo propio. La fusión de los eternos rivales se formalizó el 17 de julio, con la constitución en el Ayuntamiento del Club de Fútbol Sporting Mahonés. Sin embargo, apenas tres meses después, varios socios del UD Mahón denunciaron el incumplimiento de varias cláusulas acordadas en el acuerdo de fusión, iniciando un largo proceso judicial.
Tras la fusión, ambos clubes se mantuvieron activos con sus equipos de fútbol base. La Federación de Baleares les prohibía competir con los equipos sénior en la liga española, ya que consideraba que ambos habían cedidos sus derechos al Sporting Mahonés, hecho que motivó una denuncia de la UD Mahón, iniciando un largo proceso judicial. Para sortear el veto federativo y competir en categoría sénior, en 1976 los menorquinistas constituyeron una nueva sociedad: el Club Deportivo Isleño. Este equipo llegaría a militar seis campañas seguidas en Tercera División, entre 1986 y 1991. En tomó el nombre de Menorca Atlético.
Tras una larga batalla legal, en 2001 los juzgados dieron la razón a los clubes en su pleito con la Federación Balear, autorizándoles a competir a todos los niveles con su nombre y símbolos tradicionales. El primer equipo del CD Menorca volvió en competición la temporada 2001/02, tomando la plaza en Preferente del Menorca Atlético, que disolvió su equipo sénior. Desde su regreso a la competición el CD Menorca ha militado siempre en la división Regional Preferente de Menorca. A pesar de la recuperación del primer equipo, en las últimas décadas los esfuerzos de la entidad se han focalizado en el fútbol formativo, obteniendo sus mejores frutos en categoría juvenil.

## Uniforme
- Uniforme titular: Camiseta azul y grana a rayas verticales, pantalón azul y medias azules.
- Uniforme alternativo: Camiseta naranja, pantalón azul y medias azules.

## Estadio

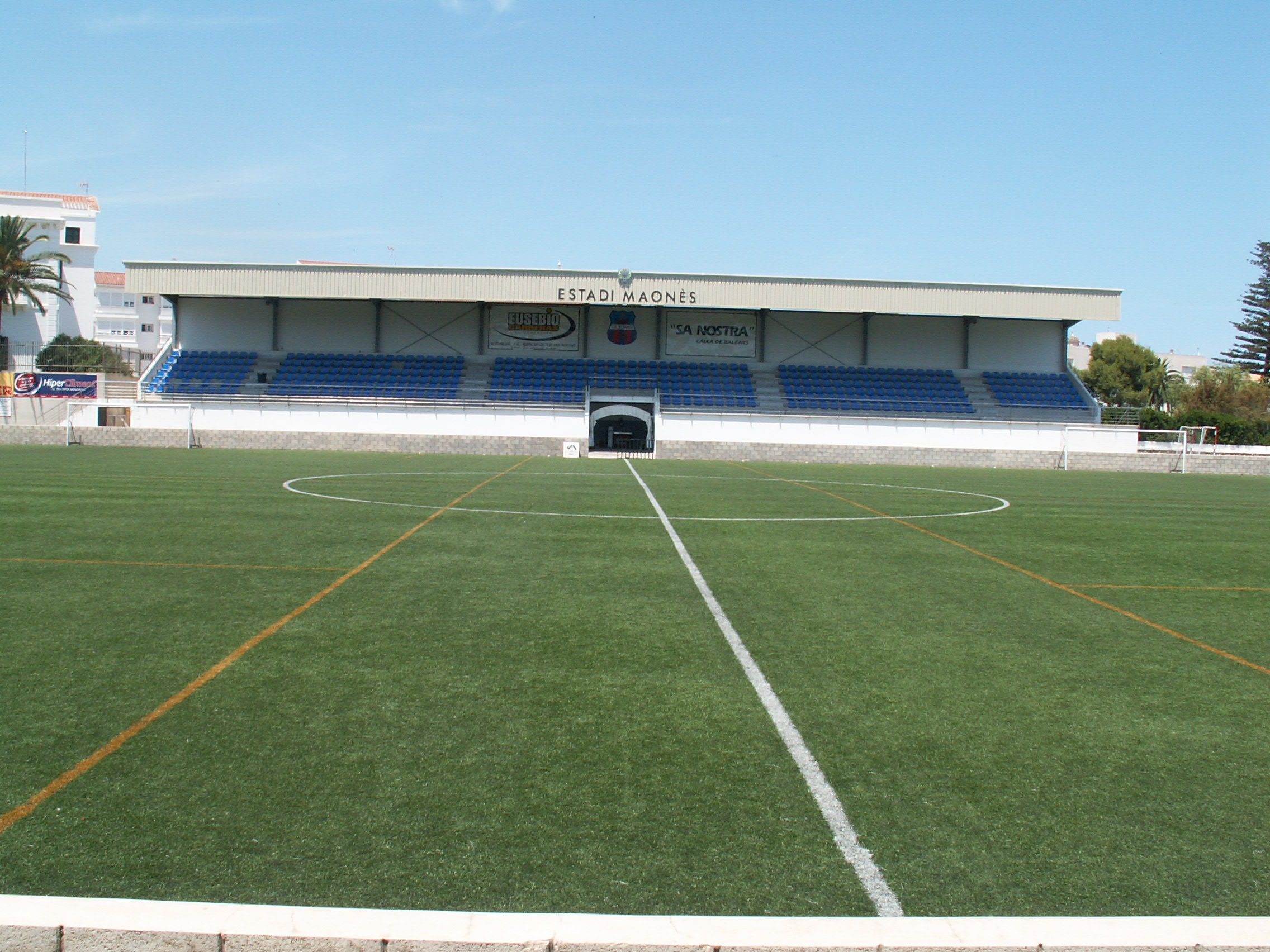
Estadio Mahonés.

El Club Deportivo Menorca disputa sus partidos en el Estadio Mahonés. Fue inaugurado el 27 de abril de 1924 con un encuentro entre los locales del Menorca FC y el Iberia Balompié.

## Datos del club

### Estadísticas en la Liga española
- Temporadas en 1.ª: 0
- Temporadas en 2.ª: 0
- Temporadas en 2.ªB: 0
- Temporadas en 3.ª: 18 (+5 como CD Isleño)
- Mejor clasificación histórica en la Liga: 1.º en Tercera División de España (1961-62 y 1963-64)

### Estadísticas en Copa del Generalísimo
- Participaciones: 3
- Mejor clasificación: 2.ª eliminatoria (Temporadas 1972-73 y 1973-74)

## Palmarés

### Títulos nacionales
- Tercera División (2): 1962 y 1964

## Fútbol base y filiales
El mayor éxito del fútbol base de la entidad tuvo lugar en 2012, con el ascenso del equipo juvenil a la División de Honor, máximo nivel nacional de esta categoría. Encuadrado en el grupo III, junto a los juveniles de clubes profesionales como el FC Barcelona, el RCD Espanyol, el RCD Mallorca o el Real Zaragoza, se mantuvo en la élite dos temporadas.